# Groß Aulosen
Groß Aulosen war bis 1928 eine Gemeinde im Landkreis Osterburg im Regierungsbezirk Magdeburg der Provinz Sachsen im Freistaat Preußen des Deutschen Reiches.

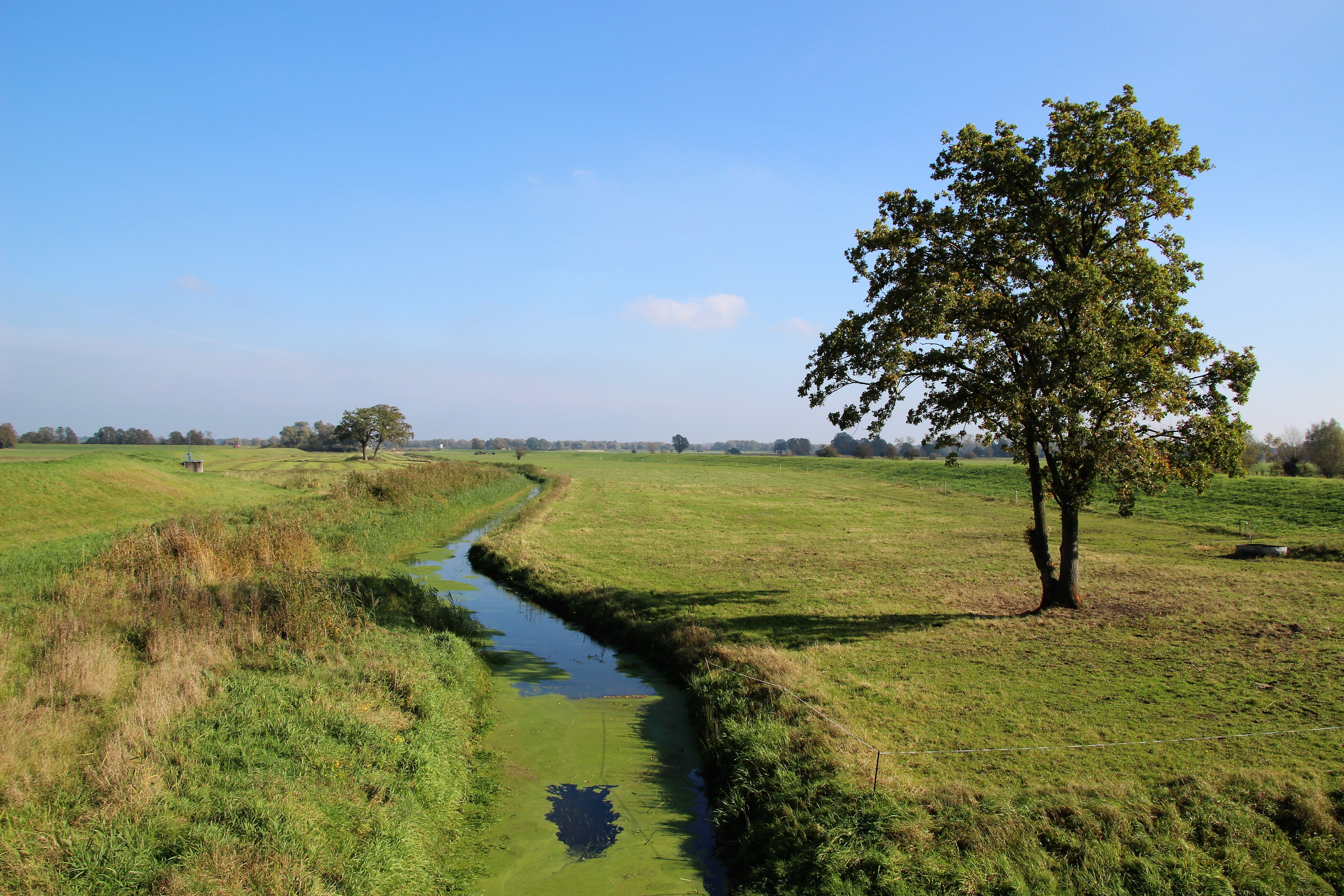
Blick von der Brücke der Stresower Straße auf den Schaugraben gen Osten

## Geografie
Das altmärkische Dorf Groß Aulosen, ein Straßendorf, lag elf Kilometer nordwestlich von Krüden und 17 Kilometer nordwestlich der Hansestadt Seehausen (Altmark). Es ist im östlichen Teil des heutigen Dorfes Aulosen aufgegangen. Östlich des Dorfes fließt der Schaugraben, auch Seege genannt.

## Geschichte
Die erste urkundliche Erwähnung von Groß Aulosen stammt aus dem Jahre 1319, als Waldemar, Markgraf der Mark Brandenburg, Besitzungen in Aulosen an das Kloster Amelungsborn schenkte. In der Urkunde wird der Hof des Markgrafen (die Burg) als curia Aulosen genannt, zu dem 17 Dörfer gehörten, darunter das Vorwerk Owelose (Groß Aulosen). 1328 heißt es nur dat bu tu Owelosin.
In der Beschreibung der Mark Brandenburg von 1373 wird die Burg Aulosen als castrum Aulusen, Aulhusen der de Jogo erwähnt. Im Landbuch der Mark Brandenburg von 1375 wird das Dorf als Oygelose aufgeführt. In Jahren 1405 und 1518 wird ein Schloss genannt.
Im Jahre 1804 gab es das Dorf Groß Auslosen mit den zwei Gütern Alt und Neu-Haus Aulosen. 1842 bestanden neben dem Dorf sogar drei Rittergüter und die zwei Schlösser Alt- und Neuhaus-Aulosen.
Groß Aulosen gehörte zu den Garbedörfern, die das Recht hatten ihr Vieh auf der Garbe zu weiden.

### Schlosskapelle Groß Aulosen
Über den Bau der Kapelle wird in einer Sage berichtet, die C. G. Westphal nach 1873 in der Schulchronik von Aulosen aufzeichnete: Vor etwa 400 Jahren lebte der Besitzer des Rittergutes Stresow, der als Ritter in die Türkenkriege zog und dort in Gefangenschaft geriet. Mit Hilfe einer schönen Türkin, der er die Ehe versprach, gelang ihm die Flucht in Frauenkleidern. Als Bettler kamen beide an einem 25. März, dem Marientag Verkündigung des Herrn, auf den Rittergut Stresow an. Sie wurden mit den Resten des Mittagessens des Gesindes beköstigt: Erbssuppe und dann Mohrrüben und Kartoffeln. Danach gab sich der Ritter zu erkennen und erzählte seiner Frau von dem Unglück und seinem Entkommen mit Hilfe der neben ihm stehenden Türkin; aber auch dass er jener versprochen hatte, sein Weib zu werden. Seine Frau freute sich… und sie haben dann in Frieden und vergnügt miteinander gelebt. Aus Dankbarkeit gegen Gott hat er dann eine Kapelle auf den Gütern Aulosen gebaut, einen Prediger und einen Küster derselben angestellt und besoldet… Zum Andenken an diese wunderbare Begebenheit mussten sich alljährlich am Marientage alle armen Kinder und ältere Personen auf dem Gute Stresow versammeln, woselbst sie mit Erbssuppe und dann mit Mohrrüben und Kartoffel bewirtet wurden. Ähnlich ist die Sage Die beiden Frauen zu Aulosen, die jedoch auf Gut Aulosen spielt.
Johann Ernst Fabri berichtete 1796, dass die Schlosskapelle bis 1689 einen eigenen Prediger hatte. Sie war aus Holz mit ausgemauertem Fachwerk und Malereien im Innern und einem Glockenstuhl. In dieser Kapelle stand eine aus Stein gehauene Figur in türkischer Kleidung, von der man angab, dass sie jemanden aus der Familie von Jagow darstelle, der in türkischer Gefangenschaft gewesen sei.
Hermes und Weigelt schrieben 1842: Auf den Gütern befand sich in eine, einfache aber edlen Stil erbaute mit vielen alten Grabdenkmälern gezierte Schlosskapelle, die bis 1690 mater war und nur noch im Privatgebrauch der von Jagow war. Bei Reparaturarbeiten im Jahre 1837 war sie eingestürzt und 1839 abgerissen.

### Eingemeindungen
Am 17. Oktober 1928 wurden die Landgemeinde Groß Aulosen und Teile des Gutsbezirks Groß Aulosen mit der Landgemeinde Klein Aulosen zur neuen Landgemeinde Aulosen im Landkreis Osterburg zusammengeschlossen. Die Bezirke Hakenheide und Groß Kapermoor des Gutsbezirkes Groß Aulosen wurden mit der Landgemeinde Gollensdorf vereinigt. Die beiden Landgemeinden wurden nicht als Ortsteile fortgeführt und aus beiden Dörfern wurde ein Dorf.

### Einwohnerentwicklung

#### Gemeinde
| Jahr | Einwohner |
| ---- | --------- |
| 1734 | 111       |
| 1775 | 145       |
| 1789 | 130       |
| 1801 | 176       |
| 1818 | 164       |

| Jahr | Einwohner |
| ---- | --------- |
| 1840 | 235       |
| 1864 | 247       |
| 1871 | 231       |
| 1885 | 197       |
| 1892 | [00]236   |

| Jahr | Einwohner |
| ---- | --------- |
| 1895 | 202       |
| 1900 | [00]287   |
| 1905 | 179       |
| 1910 | [00]273   |
| 1925 | 161       |

#### Gutsbezirk(e)
| Jahr | Einwohner |
| ---- | --------- |
| 1864 | 60        |
| 1871 | 72        |
| 1885 | 33        |
| 1895 | 48        |

| Jahr | Einwohner |
| ---- | --------- |
| 1905 | 46        |

Quelle wenn nicht angegeben:

## Religion
Die evangelischen Christen aus Groß Aulosen gehörten zur Kirchengemeinde Klein Aulosen und damit zur Pfarrei Bömenzien.